# Hokkaidōritsu Sōgō Taiiku Center
Das Hokkaidōritsu Sōgō Taiiku Center (jap. 北海道立総合体育センター, ~ Sentā, „Allgemeines Präfektursportzentrum Hokkaidō“, engl. Hokkaido Prefectural Sports Center) ist eine Mehrzweckhalle in Sapporo, der Präfekturhauptstadt von Hokkaidō.

## Geschichte und Nutzung
Die Halle, nach dem Namensrechteverkauf an den Bildungsträger Hokkai Gakuen auch bekannt als Hokkai Kitayell (北海きたえーる, Hokkai Kitaēru) wurde von 1996 bis 1999 erbaut und wird hauptsächlich für Sportveranstaltungen genutzt. So werden hier Wettkämpfe der Disziplinen Basketball, Leichtathletik, Futsal und Fitness veranstaltet. Im Jahr 2006 diente das Gebäude mit einer Kapazität von 8.000 (Sport) bis maximal 10.000 Plätzen (Konzerte) für Vorrundenspiele der Basketball-Weltmeisterschaft. Die Sportmannschaften Levanga Hokkaido (Basketball) und Espolada Hokkaido (Futsal) verwenden die Sportstätte seit 2007 und 2009 als ihr Heimatspielort.
Im Jahr 2011 trat Eric Clapton im Rahmen seiner Clapton World Tour hier auf.